# Пазарен фундаментализъм
Пазарен фундаментализъм (също известен като фундаментализъм на / основан на свободния пазар) е преувеличена вяра в способността на освободения laissez-faire или икономическите виждания или политики на свободния пазар да решат икономически и социални проблеми . Терминът е пейоративен.